# 比西加 (布爾古省)
比西加（Bissiga）為位在布吉納法索中東大區布爾古省的城鎮。該城鎮為比西加縣的首府。2005年人口普查中該城鎮人口有3,286人。